# Симо Шолаја
Симела Симо Шолаја (Пљева, код Шипова, 1. март 1906 — Купрес, 11. август 1942) био је учесник Народноослободилачке борбе и народни херој Југославије.

## Биографија
Рођен је 1. марта 1906. године у селу Пљеви, код Шипова. Потиче из сиромашне сељачке породице, до почетка Другог светског рата радио је као шумарски радник и надничар, у Босни, Црној Гори и Србији.
Чим је почео усташки терор у околини Шипова, Симо се са неколико својих пријатеља и комшија склонио се у оближњу шуму и ту почео да скупља људе и оружје за предстојећу борбу. Најзад је стигла вест у његово село да су комунисти у Дрвару дигли устанак. Одмах је с неколико својих другова усред дана напао и разоружао жандаре на железничкој станици Равни До, код Пљевских подова.
У суседном селу Јању, комунисти су раније извршили припреме за почетак устанка. Шолаја успоставља везу с њима и заједно водио борбе око Шипова, Језера и Мркоњић-Града, које ослобађају у току августа 1941. године и почињу припреме за напад на Јајце. У свим овим акцијама, Шолаја је био међу првима. Јуришајући на усташе у Језеру, 28. августа, упао је међу њих, али се бомбама и уз помоћ пристиглих другова спасио.
После тродневне велике офанзиве Немаца, усташа и домобрана на слободну територију Јања и Пљеве, почетком септембра 1941. године, Шолаја се под борбом повукао на Козила, јужно од свог села, а устанички фронт се распао. Тада је Шолаја са својом некомплетном четом дочекао и разбио чету усташа, гонећи их према селу Мујиџићима. Њему су се тада придружили расути борци, сељаци, жене, па и деца. Тако је формиран фронт устаника и народа, који је у налету протерао непријатеља из Пљеве, Јања и из Шипова. Шолаја је тада заробио и два топа. Ова велика победа, чији је иницијатор био Шолаја, дала је нов полет устанку у овом и у околним крајевима. Шолаја је постао веома популаран код бораца и народа.
Средином септембра 1941. године, Италијани су с једним батаљоном кренули од Мркоњић-Града за Шипово. Четнички командант Урош Дреновић их је пропустио без борбе. Шолаја их дочекује код села Сокоца с једним водом и, после вишесатне неравноправне борбе, присиљава их да се повуку. Средином октобра 1941. године, приликом формирања Трећег крајишког партизанског одреда, у његовом саставу је батаљон „Искра“, којим је Шолаја командовао.
Италијани су посебно поштовали Шолају после пораза код Сокоца и у Растичеву, код Купреса, 3. децембра 1941. године. Пошто су у септембру склопили пакт са војводом Урошем Дреновићем, покушавали су на разне начине да то ураде и са Шолајом. Почетком 1942. године, послали су свог сарадника Шолаји, с већом сумом новца да покуша да га подмити. Када је Шолаја чуо о чему је реч, извадио је пиштољ и убио издајника, говорећи - „То им је мој одговор!“.
Под његовом командом, батаљон „Искра“ је у борби између 31. децембра 1941. и 1. јануара 1942. године уништио утврђења у Мајдану, између Јајца и Мркоњић-Града, а 14. фебруара разбио батаљон домобрана на Вођеном Поду и Превилима, који је пратио комору из Јајца за Мркоњић-Град. Најзад је донета одлука да се 25. фебруара изврши напад на Мркоњић-Град. Под притиском бораца, и Дреновић је обећао да ће град напасти с јужне и западне стране. У одређено време Шолаја је са својим борцима продро у центар града и ту уништио жандармеријску станицу, спалио италијанску моторизацију и уништио неколико утврђења. Међутим, Дреновић није кренуо у напад, па се Шолаја са својим борцима морао, у тешким условима, пробијати из града. Када је, у мају 1942. уследила четничка акција, Шолају су четници на превару ухватили и повели у Мркоњић-Град Италијанима. Партизани његовог батаљона без борбе су га ослободили.
Крајем јула и почетком августа 1942. године, развиле су се борбе између усташа, утврђених у Купресу и пролетерских бригада, ојачаних јединицама Трећег крајишког партизанског одреда. У ноћи између 11. и 12. августа 1942. године, Симо је погинуо јуришајући на усташке бункере, током напада на Купрес. Одлуком Централног комитета КПЈ, посмртно је примљен у чланство Комунистичке партије Југославије.
Указом Врховног штаба НОП и ДВЈ, августа 1942. године, проглашен је за народног хероја, међу првим борцима НОВ и ПОЈ. У „Билтену Врховног штаба“ бр 17-19 о проглашењу Симе Шолаје за народног хероја пише:
| „ | На предлог Оперативног штаба НОП и ДВ за Босанску Крајину, а по одлуци Врховног штаба НОП и ДВ Југославије додељује се назив народног хероја команданту батаљона „Пелагић“, другу Сими Шолаји, који је погинуо херојском смрћу код Купреса, 14. августа о. г. Име друга Шолаје познато је у читавој Босни, а нарочито у Босанској Крајини. Вољен од читавог народа, од својих бораца, па чак и од заведених четника, друг Шолаја не само да је био примјер јунаштва у борби против свих народних издајица и окупатора већ и оличење поштења и оданости своме народу и његовој ослободилачкој борби. | ” |

Године 1955. редитељ Војислав Нановић је снимио филм „Шолаја“, о његовом животу.